# Caipiroska

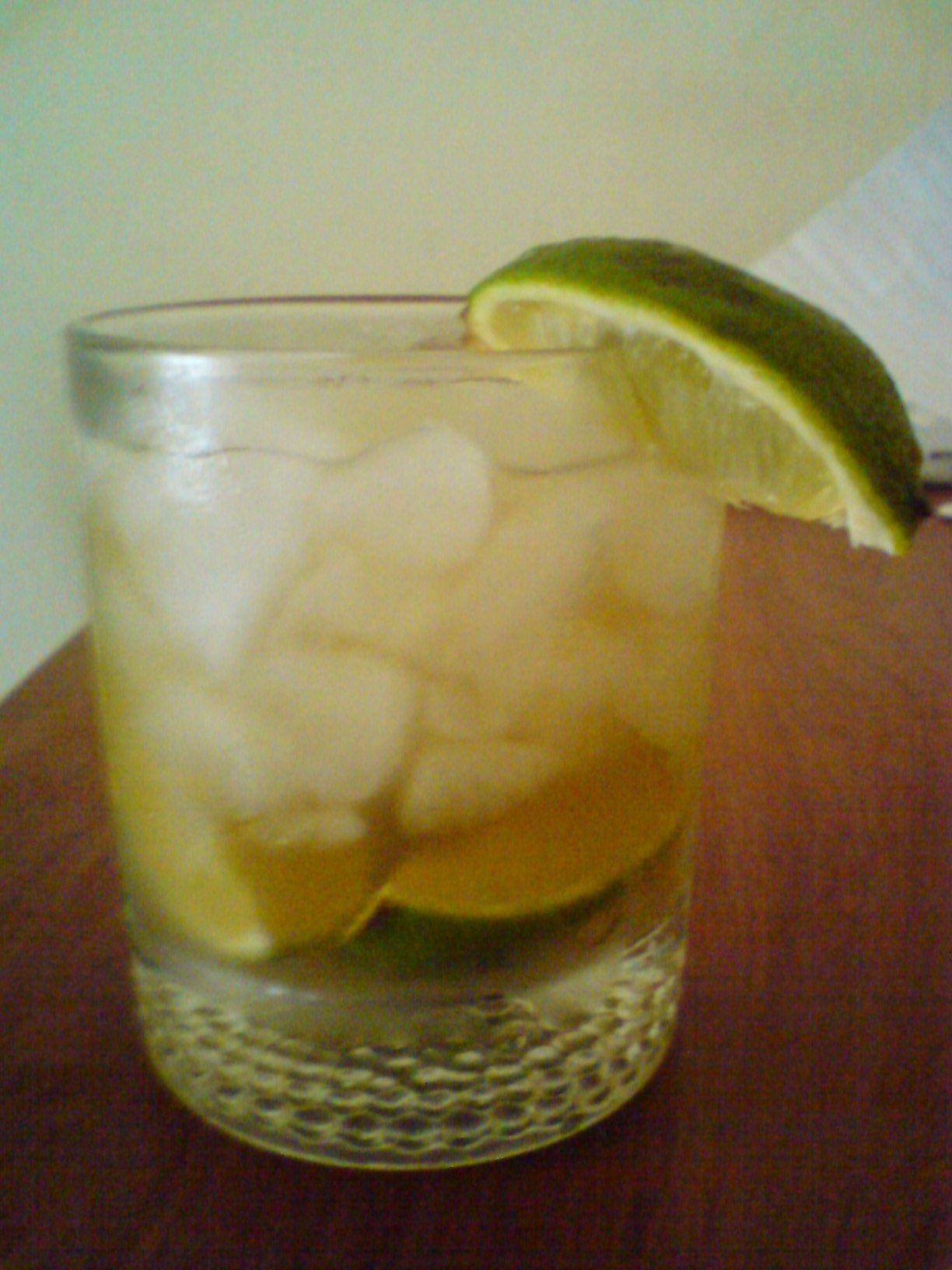
Caipiroska gegarneerd met een limoenpart

Caipiroska is een cocktail met wodka, limoen, witte suiker en geplet ijs.
Voor een strawberry caipiroska voegt men alleen 2 of 3 gestampte aardbeien toe.

## Variaties
Er zijn verschillende variaties op deze cocktail. Deze worden onder andere gebruikt als men geen wodka wil gebruiken.
- Strawberry Caipiroska. Bij deze versie worden er aardbeien toegevoegd voor een fruitigere smaak en de fel rode kleur.
- Caipirissima: Hetzelfde recept als de Caipiroska, alleen wordt de wodka vervangen door rum.
- Caipirinha: Dit is de oorspronkelijke cocktail. Praktisch hetzelfde als de Caipiroska, maar dan is de wodka vervangen door cachaça en wordt er muscavadosuiker gebruikt in plaats van bruine suiker.